# Ciência e Civilização na China
Ciência e Civilização na China (1954-presente) é uma série contínua de livros sobre a história da ciência e da tecnologia na China publicada pela Cambridge University Press. Foi iniciada e editada pelo historiador britânico Joseph Needham (1900–1995). Needham era um cientista respeitado antes de empreender esta enciclopédia e foi até responsável pelo "S" na UNESCO.  Até o momento, houve sete volumes em vinte e sete livros. A série estava entre os 100 melhores livros de não ficção do século XX do Modern Library Board.  O trabalho de Needham foi o primeiro do género a elogiar as contribuições científicas chinesas e a fornecer a sua história e ligação ao conhecimento global, em contraste com a historiografia eurocêntrica. 
Ao colocar as suas grandes questões: porque é que a ciência moderna não se desenvolveu na China e porque é que a China era tecnologicamente superior ao Ocidente antes do século XVI, Ciência e Civilização na China, de Needham, é também reconhecido como uma das obras mais influentes no estímulo do discurso sobre as raízes multiculturais da ciência moderna.
Em 1954, Needham – juntamente com uma equipe internacional de colaboradores – iniciou o projeto para estudar a ciência, a tecnologia e a civilização da China antiga. Este projeto produziu uma série de volumes publicados pela Cambridge University Press. O projeto continua sob a orientação do Conselho de Publicações do Needham Research Institute (NRI), presidido por Christopher Cullen. 
O volume 3 da enciclopédia foi o primeiro conjunto de trabalhos a descrever as melhorias chinesas na cartografia, geologia, sismologia e mineralogia. Também inclui descrições de tecnologia náutica, cartas náuticas e mapas de rodas. 

## História

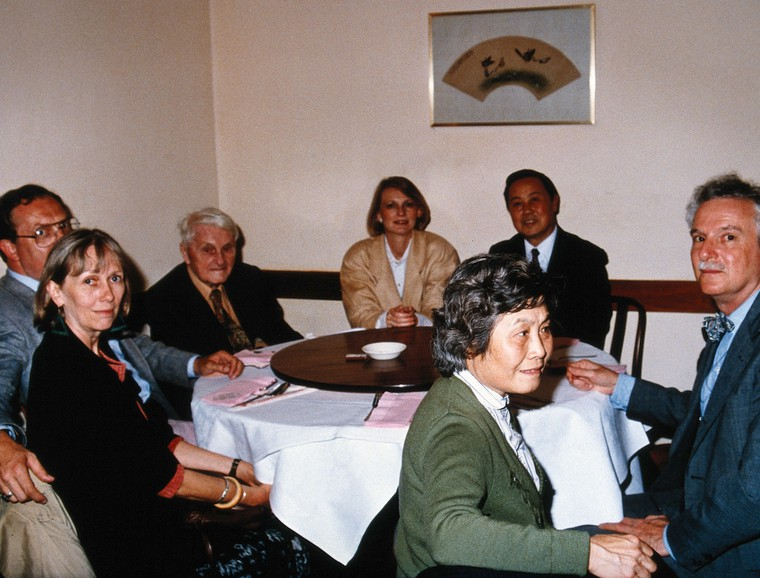
Joseph Needham, em 1988, rodeado de estudiosos de História e Ciências Chinesas.

### Desenvolvimento
O interesse de Joseph Needham pela história da ciência chinesa desenvolveu-se enquanto ele trabalhava como Embriologista na Universidade de Cambridge.  Na época, Needham já havia publicado trabalhos relacionados à história da ciência, incluindo seu livro de 1934 intitulado A History of Embryology, e estava aberto a expandir seu conhecimento científico histórico.  O primeiro encontro de Needham com a cultura chinesa ocorreu em 1937, quando três estudantes de medicina chineses chegaram para trabalhar com ele no Laboratório Bioquímico de Cambridge.  Como resultado, o interesse de Needham pela civilização chinesa e pelo progresso científico cresceu e o levou a aprender chinês com seus alunos.  Dois desses estudantes, Wang Ling, e Lu Gwei-djen, tornar-se-iam mais tarde seus colaboradores em Ciência e Civilização na China. 
Em 1941, as universidades orientais da China foram forçadas a mudar-se para o oeste como resultado da Segunda Guerra Sino-Japonesa.  Os académicos chineses procuraram a ajuda do governo britânico num esforço para preservar a sua vida intelectual.  Em 1942, Needham foi selecionado e nomeado diplomata pelo governo britânico e encarregado de viajar para a China e avaliar a situação.  Durante os seus três anos lá, Needham percebeu que os chineses tinham desenvolvido técnicas e mecanismos que eram séculos mais antigos do que os seus homólogos europeus.  Needham ficou preocupado com a exclusão da China na história da ciência ocidental e começou a questionar por que os chineses deixaram de desenvolver novas técnicas após o século XVI. 

## Volumes
| Volume          | Título | Contribuidores                                                                           | Data | Notas |
| --------------- | --- | ---------------------------------------------------------------------------------------- | ---- | ----- |
| Vol. 1          | Introductory Orientations | Wang Ling (research assistant)                                                           | 1954 |       |
| Vol. 2          | History of Scientific Thought | Wang Ling (research assistant)                                                           | 1956 | OCLC  |
| Vol. 3          | Mathematics and the Sciences of the Heavens and Earth                                                                               | Wang Ling (research assistant)                                                           | 1959 | OCLC  |
| Vol. 4, Parte 1 | Physics and Physical Technology Physics                                                                                             | Wang Ling (research assistant), with cooperation of Kenneth Robinson                     | 1962 | OCLC  |
| Vol. 4, Parte 2 | Physics and Physical Technology Mechanical Engineering                                                                              | Wang Ling (collaborator)                                                                 | 1965 |       |
| Vol. 4, Part 3  | Physics and Physical Technology Civil Engineering and Nautics                                                                       | Wang Ling and Lu Gwei-djen (collaborators)                                               | 1971 |       |
| Vol. 5, Part 1  | Chemistry and Chemical Technology Paper and Printing                                                                                | Tsien Tsuen-Hsuin                                                                        | 1985 |       |
| Vol. 5, Part 2  | Chemistry and Chemical Technology Spagyrical Discovery and Invention: Magisteries of Gold and Immortality                           | Lu Gwei-djen (collaborator)                                                              | 1974 |       |
| Vol. 5, Part 3  | Chemistry and Chemical Technology Spagyrical Discovery and Invention: Historical Survey, from Cinnabar Elixirs to Synthetic Insulin | Ho Ping-Yu and Lu Gwei-djen (collaborators)                                              | 1976 |       |
| Vol. 5, Part 4  | Chemistry and Chemical Technology Spagyrical Discovery and Invention: Apparatus and Theory                                          | Lu Gwei-djen (collaborator), with contributions by Nathan Sivin                          | 1980 |       |
| Vol. 5, Part 5  | Chemistry and Chemical Technology Spagyrical Discovery and Invention: Physiological Alchemy                                         | Lu Gwei-djen (collaborator)                                                              | 1983 |       |
| Vol. 5, Part 6  | Chemistry and Chemical Technology Military Technology: Missiles and Sieges                                                          | Robin D.S. Yates, Krzysztof Gawlikowski, Edward McEwen, Wang Ling (collaborators)        | 1994 |       |
| Vol. 5, Part 7  | Chemistry and Chemical Technology Military Technology: The Gunpowder Epic                                                           | Ho Ping-Yu, Lu Gwei-djen, Wang Ling (collaborators)                                      | 1987 |       |
| Vol. 5, Part 8  | Chemistry and Chemical Technology Military Technology: Shock Weapons and Cavalry                                                    | Lu Gwei-djen (collaborator)                                                              |      |       |
| Vol. 5, Part 9  | Chemistry and Chemical Technology Textile Technology: Spinning and Reeling                                                          | Dieter Kuhn                                                                              | 1988 |       |
| Vol. 5, Part 10 | "Work in progress" |                                                                                          |      |       |
| Vol. 5, Part 11 | Chemistry and Chemical Technology Ferrous Metallurgy                                                                                | Donald B. Wagner                                                                         | 2008 |       |
| Vol. 5, Part 12 | Chemistry and Chemical Technology Ceramic Technology                                                                                | Rose Kerr, Nigel Wood, contributions by Ts'ai Mei-fen and Zhang Fukang                   | 2004 |       |
| Vol. 5, Part 13 | Chemistry and Chemical Technology Mining                                                                                            | Peter Golas                                                                              | 1999 |       |
| Vol. 6, Part 1  | Biology and Biological Technology Botany                                                                                            | Lu Gwei-djen (collaborator), with contributions by Huang Hsing-Tsung                     | 1986 |       |
| Vol. 6, Part 2  | Biology and Biological Technology Agriculture                                                                                       | Francesca Bray                                                                           | 1984 |       |
| Vol. 6, Part 3  | Biology and Biological Technology Agro-industries and Forestry                                                                      | Christian A. Daniels and Nicholas K. Menzies                                             | 1996 |       |
| Vol. 6, Part 4  | Biology and Biological Technology Traditional Botany: An Ethnobotanical Approach                                                    | Georges Métailié                                                                         | 2015 |       |
| Vol. 6, Part 5  | Biology and Biological Technology Fermentations and Food Science                                                                    | Huang Hsing-Tsung                                                                        | 2000 |       |
| Vol. 6, Part 6  | Biology and Biological Technology Medicine                                                                                          | Lu Gwei-djen, Nathan Sivin (editor)                                                      | 2000 |       |
| Vol. 7, Part 1  | The Social Background Language and Logic                                                                                            | Christoph Harbsmeier                                                                     | 1998 |       |
| Vol. 7, Part 2  | The Social Background General Conclusions and Reflections                                                                           | Kenneth Girdwood Robinson (editor), Ray Huang (collaborator), introduction by Mark Elvin | 2004 | OCLC  |

## A pergunta de Needham
Após a sua extensa investigaçãoa sobre as inovações chinesas, Joseph Needham ficou preocupado com a questão: Porque é que a ciência moderna deixou de se desenvolver na China após o século XVI?  Needham acreditava que isto se devia ao sistema sociopolítico da China, que não foi afetado pelas invenções chinesas.  A China não tinha uma estrutura na qual os comerciantes pudessem lucrar com as suas invenções, ao contrário do Ocidente.  Assim que as invenções chinesas chegaram à Europa, revolucionaram o seu sistema sociopolítico, que utilizou as invenções para dominar os rivais políticos.  Segundo Needham, as inovações chinesas, como a pólvora, a bússola, o papel e a impressão, ajudaram a transformar o feudalismo europeu em capitalismo.  No final do século XV, a Europa financiava ativamente as descobertas científicas e a exploração náutica.  O paradoxo desta conclusão foi que a Europa ultrapassou a China em inovações científicas utilizando tecnologias chinesas. 